# Chloë Grace Moretz
Chloë Grace Moretz, parfois aussi appelée Chloë Moretz, est une actrice et mannequin américaine, née le 10 février 1997 à Atlanta (Géorgie).
Elle est révélée au grand public en 2010, à l'âge de 13 ans, dans le rôle de Hit Girl dans le film d'action Kick-Ass, de Matthew Vaughn. Elle confirme ensuite sous la direction de grands cinéastes : le film d'horreur Laisse-moi entrer (2010), de Matt Reeves, Hugo Cabret (2011), de Martin Scorsese, et Dark Shadows (2012), de Tim Burton.
En 2013, elle confirme avec Kick-Ass 2, de Jeff Wadlow, et reprend le rôle iconique de Carrie White pour Carrie : La Vengeance, de Kimberly Peirce.
Par la suite, elle passe à des films indépendants tels que Girls Only, de Lynn Shelton, ou encore Sils Maria, d'Olivier Assayas.
Dans la seconde partie des années 2010, elle tente un retour à un cinéma plus commercial, comme Equalizer (2014),  Dark Places (2015) et La Cinquième Vague (2016).

## Biographie

### Jeunesse
Née à Atlanta, dans l'État de Géorgie, Chloë Grace est la fille de McCoy, chirurgien plasticien, et de Teri, infirmière. Elle a quatre frères aînés, Brandon, Trevor, Colin et Ethan, ainsi qu'une sœur, décédée. Elle décrit sa famille comme « très chrétienne ». Son frère Trevor est aussi son coach et l'accompagne durant les conférences de presse quand ses parents ne peuvent pas y assister.
Elle a vécu dans l’État de Géorgie puis à New York en 2001 avec sa mère et son frère Trevor, quand celui-ci a été accepté dans une école d'arts du spectacle. C'est en entendant son frère réciter une pièce pour son école que Chloë a découvert son intérêt pour la scène. Sa carrière d'actrice à Hollywood a commencé quand elle et le reste de sa famille se sont installés à Los Angeles en 2003.

### Carrière

#### Débuts et révélation précoce

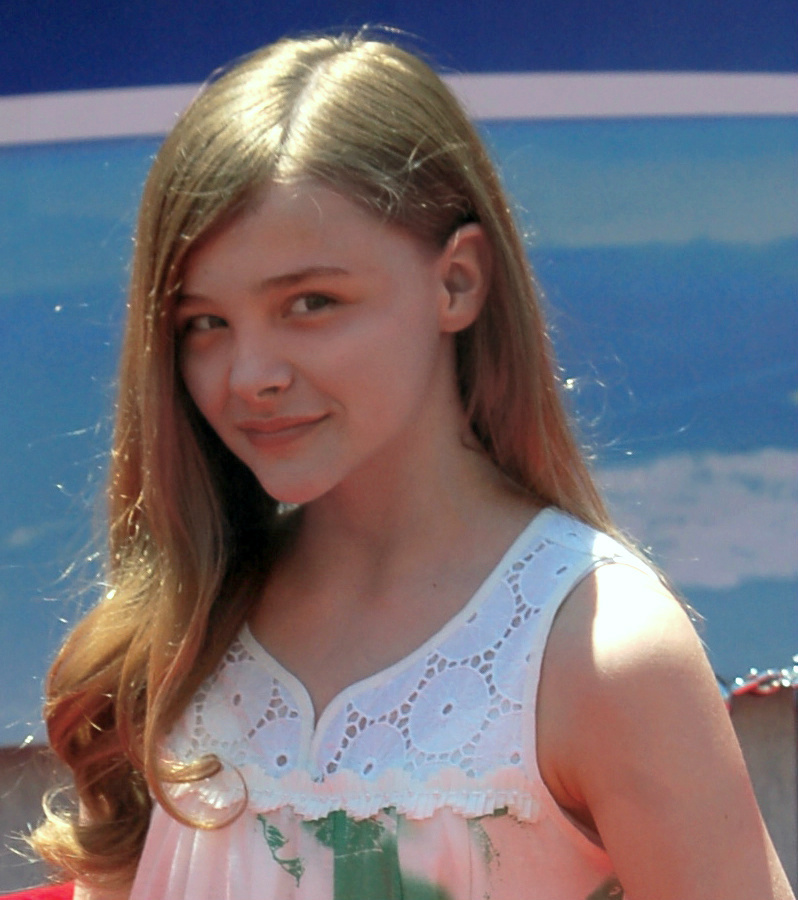
Chloë Moretz lors de la première de Un jour sur Terre, en avril 2009.

Chloë Moretz commence sa carrière de comédienne à l'âge de sept ans, en interprétant la jeune Violet dans deux épisodes de la série télévisée judiciaire Le Protecteur, et enchaîne avec des apparitions dans d'autres séries télévisées et téléfilms, avant d'obtenir son premier rôle au cinéma dans un drame indépendant, Heart of the Beholder, et surtout le film d'horreur Amityville, qui lui permet d'être remarquée, décrochant une nomination aux Young Artist Awards.
Elle est alors choisie pour apparaître dans des productions plus exposées : la sitcom Earl ainsi que deux épisodes de Desperate Housewives en 2006 et 2007. Cette même année, elle décroche son premier rôle régulier, celui de la benjamine du casting de la série familiale Dirty Sexy Money. Le programme est néanmoins arrêté au bout de deux courtes saisons.
Elle reprend aussitôt le chemin des tournages, enchaînant les apparitions dans des genres divers : Big Mamma 2, Room 6, Hallowed Ground (en) ou encore The Eye. Dans la foulée, elle prête sa voix à la jeune Penny dans le film d'animation Volt, star malgré lui. Mais c'est en 2009 qu'elle parvient à décrocher un véritable rôle : elle donne en effet la réplique à Joseph Gordon-Levitt dans le film indépendant acclamé par la critique (500) jours ensemble, présenté au festival du film de Sundance, et connaissant un succès international.

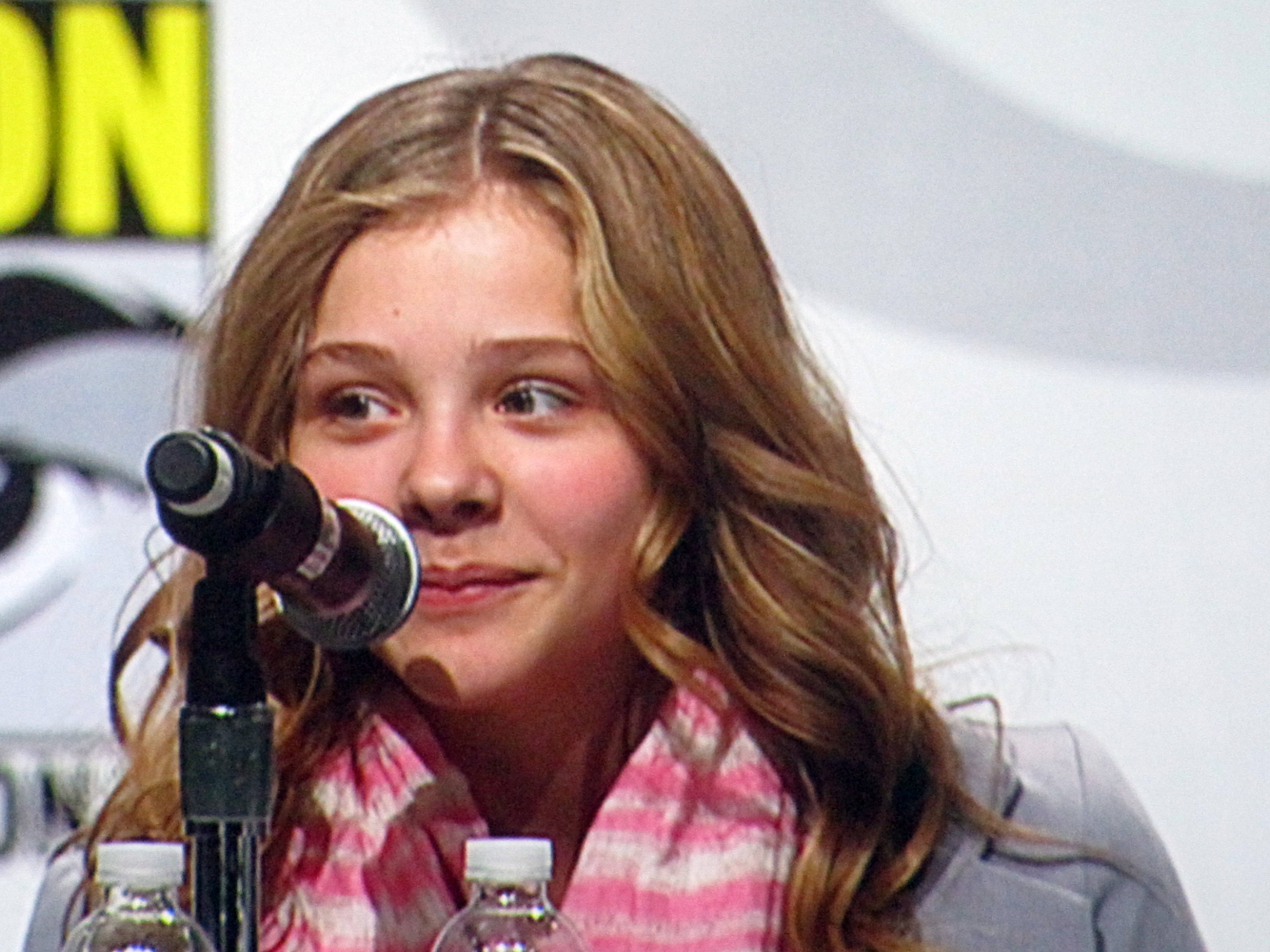
L'actrice au WonderCon de 2010 pour la promotion de Kick Ass.

L'année 2010 est celle de la révélation : elle prête en effet ses traits à l'irrévérencieux personnage de Hit Girl dans la satire de films de super-héros, Kick-Ass, aux côtés de Nicolas Cage. Le film est un succès critique et commercial mondial, sa performance en jeune fille au langage graveleux et prompte à la violence impressionne et choque même une partie des associations conservatrices américaines, en raison notamment du jeune âge de l'actrice.
La même année, elle fait partie de la distribution de la comédie familiale Journal d'un dégonflé, puis interprète une vampire âgée de 12 ans dans Laisse-moi entrer, remake signé Matt Reeves, du thriller horrifique suédois Morse. Si le public ne suit pas, la critique est encore une fois très positive, notamment à l'égard de la jeune actrice.

#### Confirmation

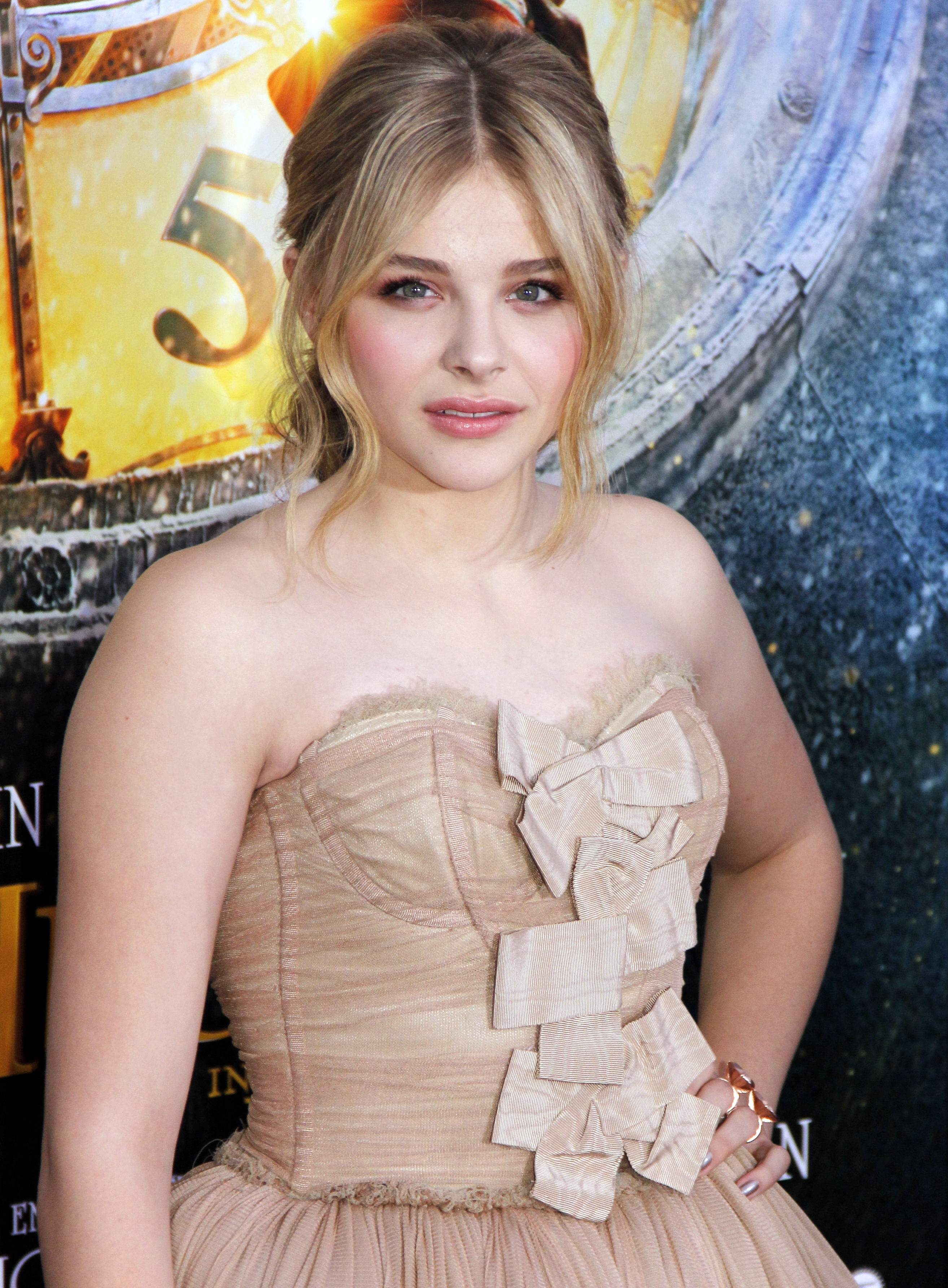
Chloë Grace Moretz lors de l'avant-première du film Hugo Cabret, en 2011.

Elle continue son parcours en jouant dans des registres plus adultes : en faisant partie du casting du thriller Killing Fields, d'Ami Canaan Mann et en donnant la réplique à Blake Lively dans le drame indépendant Hick, elle est choisie par Martin Scorsese pour interpréter le premier rôle féminin du film d'aventure familial, Hugo Cabret.
Son aura de jeune star lui permet de capitaliser dessus : la même année, elle apparaît dans le clip de la chanson Our Deal du groupe Best Coast, aux côtés de Tyler Posey, Shailene Woodley, Miranda Cosgrove, Donald Glover et Alia Shawkat, réalisé par Drew Barrymore. Et en 2012, elle devient la nouvelle égérie de la marque sportswear Aéropostale. Enfin, elle fait partie de l'une des nombreuses stars conviées à casser son image dans la sitcom multirécompensée 30 Rock.
Cette année lui permet surtout de poursuivre dans des grosses productions : elle fait partie de la large distribution féminine de la comédie horrifique Dark Shadows, de Tim Burton.
En 2013, elle revient désormais en tant que tête d'affiche : elle reprend le rôle de Hit-Girl, davantage développé pour Kick-Ass 2, cette fois écrit et réalisé par Jeff Wadlow. Mais surtout, elle est pour la première fois la star de son propre film : elle prête ses traits au mythique personnage de Carrie White, créé par Stephen King, pour un remake signé Kimberly Peirce, Carrie : La Vengeance.

L'année 2014 lui permet de s'éloigner de la fiction de genre et d'évoluer aux côtés de stars confirmées : elle partage avec Keira Knightley l'affiche de la comédie dramatique Girls Only, de Lynn Shelton ; forme ensuite, avec Juliette Binoche et Kristen Stewart, le trio féminin portant l'acclamé long métrage d'Olivier Assayas, Sils Maria ; puis joue la protégée de l'impitoyable justicier incarné par Denzel Washington dans le thriller d'action Equalizer, d'Antoine Fuqua. Ce dernier job lui permet d'être l'adolescente la mieux payée d'Hollywood, ayant touché 400 000 dollars pour le tournage à seulement 17 ans. Et son projet indépendant, le mélodrame musical Si je reste, reçoit des critiques très mitigées, mais fonctionne commercialement. 

#### Cinéma indépendant

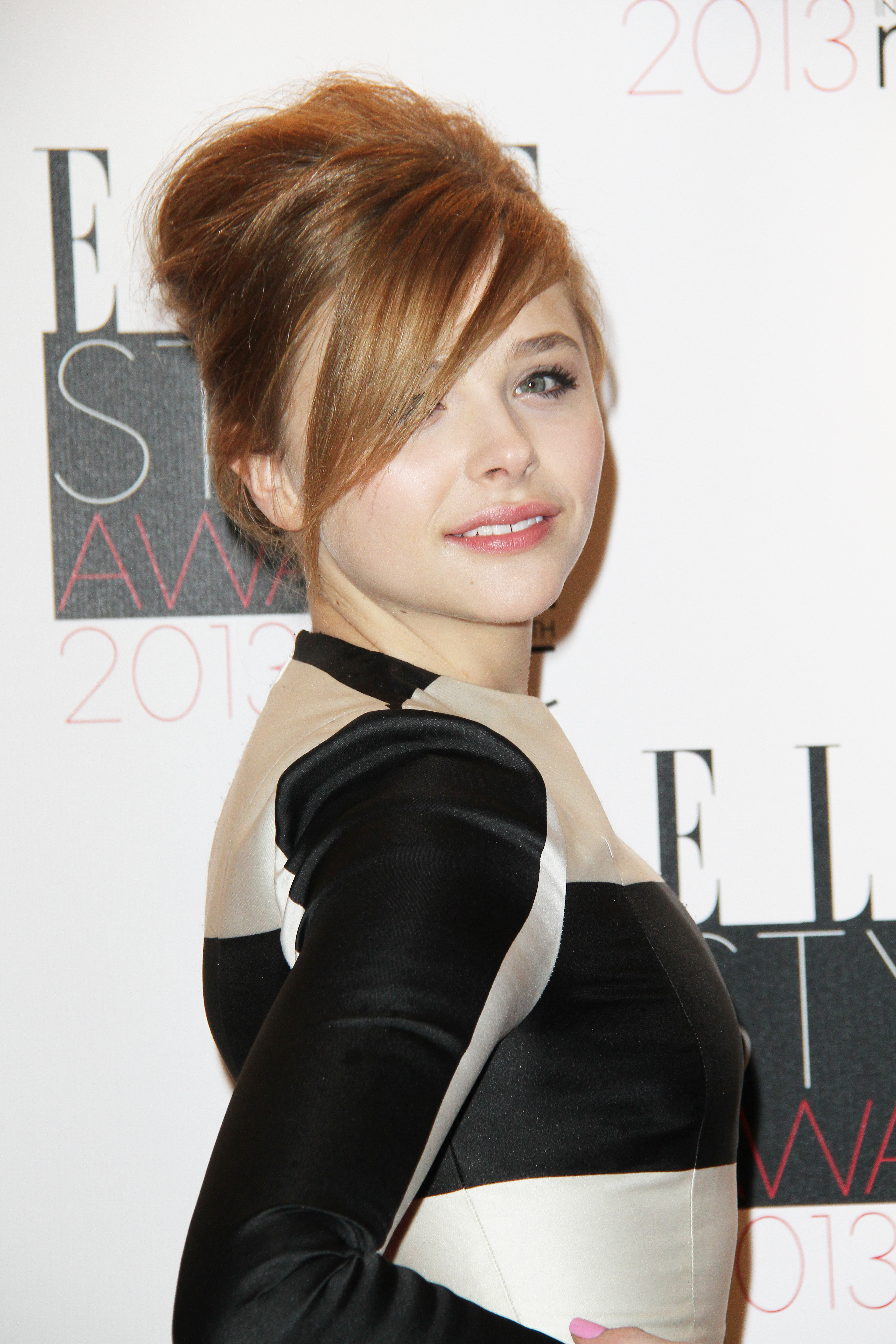
La jeune actrice aux Elle Styles Awards, à Londres, en février 2013.

L'année 2015 est marquée une volonté de renouer avec des gros projets hollywoodiens. Mais le thriller Dark Places, mis en scène par Gilles Paquet-Brenner et porté par Charlize Theron, échoue commercialement et reçoit de mauvaises critiques. La même année, l'actrice signe pour une grosse production : elle est en effet choisie par les studios Disney pour incarner la Petite Sirène dans une adaptation en prises de vue réelles du classique de la littérature jeunesse.
En 2016, elle apparaît en tant que personnage principal dans Brain On Fire, puis trois projets tournés l'année antérieure se succèdent à l'affiche : elle est d'abord la star du blockbuster La Cinquième Vague, réalisé par J Blakeson, qui est fraîchement accueilli, compromettant les chances d'une saga cinématographique. Ensuite, elle fait partie de la distribution de la comédie potache Nos pires voisins 2, de Nicholas Stoller. Enfin, elle seconde Ansel Elgort pour le thriller d'action November Criminals, écrit et réalisé par Sacha Gervasi.
Les flops critiques de trois de ces quatre films l'amènent à passer à un cinéma plus adulte. Elle décide ainsi de finalement refuser le rôle-titre de La Petite Sirène, puis de se concentrer sur un cinéma moins commercial et plus exigeant.
En 2018, si la comédie dramatique indépendante I Love You, Daddy, écrite et réalisée par Louis C. K., est privée de sortie en salles, elle fait partie de deux autres projets d'envergure tournés en 2017 : tout d'abord le drame indépendant Come as You Are, écrit et réalisé par Desiree Akhavan, puis le remake du classique de Dario Argento, Suspiria, un film d'horreur réalisé par Luca Guadagnino, aux côtés de Dakota Johnson et Tilda Swinton.

### Vie privée
Chloë Grace Moretz habite dans le quartier de Studio City à Los Angeles. Son frère aîné Brandon a été son manager.[réf. nécessaire] Depuis 2010, son second frère aîné Trevor est son coach professionnel et l'accompagne à chaque séminaire ou voyage de presse, quand ses parents ne peuvent pas être présents.
De janvier 2013 à mai 2014, elle est en couple avec l'acteur américain Cameron Fuller.
En octobre 2014, elle est nommée comme étant l'une des 25 adolescentes les plus influentes de l'année par le magazine Time.
De 2014 à mi-2018, après plusieurs tentatives relationnelles et ruptures avec Brooklyn Joseph Beckham, le fils de l'ancien footballeur britannique David Beckham et de l'ex-chanteuse des Spice Girls et styliste britannique Victoria Beckham,,, l'actrice a annoncé leur séparation définitive.
Depuis novembre 2018, elle est en couple avec la mannequin et modèle du magazine Playboy Kate Harrison,. Le 3 novembre 2024, elle apporte son soutien à Kamala Harris et révèle être lesbienne. Le 1er janvier 2025, elle annonce ses fiançailles avec sa compagne.

### Engagements
Chloë Grace Moretz soutient et défend publiquement les droits de la communauté LGBT.
Elle déclare se considérer elle-même comme féministe et rabaisse les personnages sexistes des films.[réf. nécessaire] En 2014, elle affirme, à ce sujet, avoir interprété le rôle d'une prostituée adolescente dans le film Equalizer parce que « son personnage lui inspirait la réalité et non une fiction narrative ».

## Filmographie

### Cinéma

#### Longs métrages
- 2005 : Amityville (The Amityville Horror) d'Andrew Douglas : Chelsea Lutz
- 2005 : Double Riposte (Today You Die) de Don E. FauntLeRoy : une fille à l'hôpital[24]
- 2005 : Heart of the Beholder de Ken Tipton : Molly Howard
- 2006 : Big Mamma 2 (Big Momma's House 2) de John Whitesell : Carrie
- 2006 : Room 6 de Michael Hurst : Melissa Norman
- 2006 : Zombies (Wicked Little Things) de Joseph S. Cardone : Emma Tunny
- 2007 : Hallowed Ground de David Benullo : Sabrina[24]
- 2007 : The Third Nail de Kevin Lewis : Hailey Deonte
- 2008 : The Eye de David Moreau et Xavier Palud : Alicia
- 2008 : The Poker House de Lori Petty : Cammie
- 2009 : Not Forgotten de Dror Soref : Toby Bishop
- 2009 : (500) jours ensemble ((500) Days of Summer) de Marc Webb : Rachel Hansen
- 2010 : Kick-Ass de Matthew Vaughn : Mindy Macready / Hit Girl
- 2010 : Journal d'un dégonflé (Diary of a Wimpy Kid) de Thor Freudenthal : Angie Steadman
- 2010 : Laisse-moi entrer (Let Me In) de Matt Reeves : Abby
- 2011 : Killing Fields (Texas Killing Fields) d'Ami Canaan Mann : Anne Sliger (enfant)
- 2011 : Hick de Derick Martini : Luli McMullen
- 2011 : Hugo Cabret (Hugo) de Martin Scorsese : Isabelle
- 2012 : Dark Shadows de Tim Burton : Carolyn Collins Stoddard
- 2013 : Kick-Ass 2 de Jeff Wadlow : Mindy Macready / Hit Girl
- 2013 : Carrie : La Vengeance (Carrie) de Kimberly Peirce : Carrie White
- 2013 : My Movie Project (Movie 43) de 28 réalisateurs : Amanda (segment Middleschool Date)
- 2014 : Girls Only (Laggies) de Lynn Shelton : Annika
- 2014 : Opération Muppets (Muppets Most Wanted) de James Bobin : la livreuse de journaux
- 2014 : Sils Maria (Clouds of Sils Maria) d'Olivier Assayas : Jo-Ann Ellis
- 2014 : Si je reste (If I Stay) de R. J. Cutler : Mia Hall
- 2014 : Equalizer (The Equalizer) d'Antoine Fuqua : Alina
- 2015 : Dark Places de Gilles Paquet-Brenner : Diondra, jeune
- 2016 : La Cinquième Vague (The Fifth Wave) de J Blakeson : Cassie Sullivan
- 2016 : Nos pires voisins 2 (Neighbors 2: Sorority Rising) de Nicholas Stoller : Shelby
- 2016 : Brain on Fire de Gerard Barrett (en) : Susannah Cahalan
- 2017 : I Love You, Daddy de Louis C. K. : China
- 2017 : November Criminals de Sacha Gervasi : Phoebe
- 2018 : Come as You Are (The Miseducation of Cameron Post) de Desiree Akhavan : Cameron Post
- 2018 : Suspiria de Luca Guadagnino : Patricia Hingle
- 2019 : Greta de Neil Jordan : Frances McCullen
- 2020 : Shadow in the Cloud de Roseanne Liang : Maude Garrett
- 2021 : Tom et Jerry (Tom and Jerry) de Tim Story : Kayla
- 2021 : Mother/Android de Mattson Tomlin (en) : Georgia

Prochainement
- date inconnue : Love Is a Gun de Kike Maíllo : Bonnie Parker[25] (en préproduction[25])
- date inconnue : Blood on the Tracks de Luca Guadagnino[25] (en préproduction[25])
- date inconnue : After Exile de ? : Katie[25] (en préproduction[25])

#### Courts métrages
- 2011 : Our Deal de Drew Barrymore : Veronica / Night Creeper
- 2011 : Scary Girl de Ryan Perez : Enid Krysinski
- 2014 : Snackpocalypse : Trish

#### Films d'animation
- 2008 : Mes amis Winnie : Enquêtes et Découvertes (My Friends Tigger and Pooh's Friendly Tails) de David Hartman et Don MacKinnon : Darby (voix originale)
- 2008 : Mes amis Tigrou et Winnie : La Forêt des rêves bleus (My Friends Tigger and Pooh: The Hundred Acre Wood Haunt) de David Hartman et Don MacKinnon : Darby (voix originale)
- 2008 : Volt, star malgré lui (Bolt) de Byron Howard et Chris Williams : Penny jeune (voix originale)
- 2009 : Tigrou et Winnie, la comédie musicale (Tigger and Pooh and a Musical Too) de David Hartman : Darby (voix originale)
- 2013 : Le Conte de la princesse Kaguya (Kaguyahime no monogatari) d'Isao Takahata : la princesse Kaguya (voix anglaise)
- 2019 : Red Shoes and the 7 Dwarfs de Sung-ho Hong : Blanche-Neige
- 2019 : La Famille Addams (The Addams Family) de Conrad Vernon et Greg Tiernan : Mercredi Addams
- 2021 : La Famille Addams 2 : Une virée d'enfer (The Addams Family 2) de Conrad Vernon et Greg Tiernan : Mercredi Addams
- 2023 : Nimona de Nick Bruno et Troy Quane : Nimona

### Télévision

#### Téléfilms
- 2005 : Une famille pour Charlie (Family Plan) de David S. Cass Sr. : Charlie jeune
- 2007 : Mes amis Tigrou et Winnie : Un Noël de super détectives (Pooh's Super Sleuth Christmas Movie) de Don MacKinnon : Darby (animation - voix originale)
- 2007 : The Cure de Danny Cannon : Emily
- 2010 : Jack et le Haricot magique (Jack and the Beanstalk) de Gary J. Tunnicliffe : Jillian, la demoiselle en détresse

#### Séries télévisées
- 2004 : Le Protecteur (The Guardian) : Violet (saison 3, épisodes 17 et 21)
- 2005 : Earl : Candy Stoker (saison 1, épisode 6)
- 2006-2007 : Desperate Housewives : Sherri Maltby (saison 3, épisodes 10 et 13)
- 2007-2008 : Dirty Sexy Money : Kiki George (7 épisodes)
- 2011-2013 : 30 Rock : Kaylie Hooper (saison 5, épisode 16 ; saison 6, épisode 11 ; saison 7, épisode 9)
- 2012 : Punk'd : Stars piégées : elle-même (saison 9, épisode 7)
- 2022 : Périphériques, les mondes de Flynne (The Peripheral) : Flynne Fisher

#### Séries d'animation
- 2006 : Kuzco, un empereur à l'école (The Emperor's New School) : Furi (voix originale - saison 1, épisode 17)
- 2007-2009 : Mes amis Tigrou et Winnie (My Friends Tigger and Pooh) : Darby (voix originale, 31 épisodes)
- 2013 : American Dad! : Honey (voix originale - saison 10, épisode 1)
- 2015 : La Maison de Mickey (Mickey Mouse Clubhouse) : Boodles (voix originale, épisode : Mickey's Monster Musical)
- 2016 : Bubulle Guppies (Bubble Guppies) : Darby (voix originale, épisode : Bubble Baby!)
- 2019 : BoJack Horseman : Chloë Grace Moretz[26] (voix originale - saison 6, épisode 2)

### Jeux vidéo
- 2010 : Kick-Ass: The Game (en) : Hit Girl
- 2012 : Dishonored : Lady Emily Kaldwin

## Distinctions

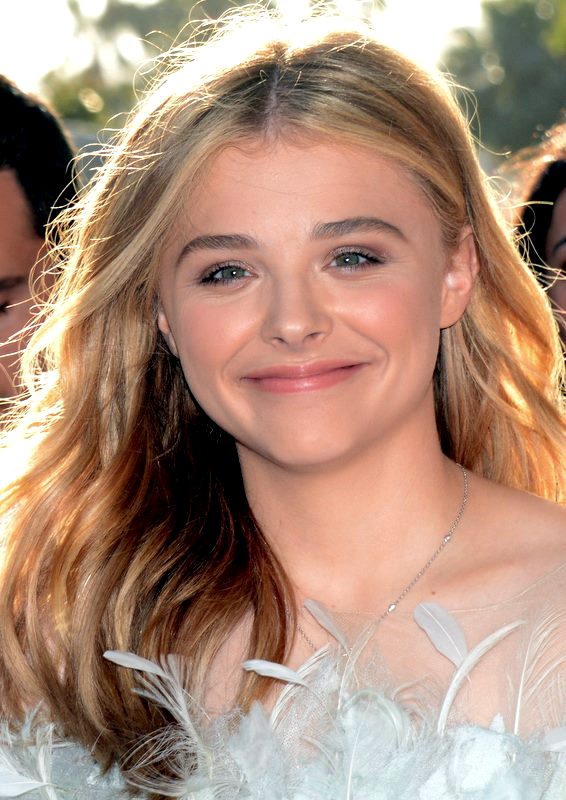
Chloë Grace Moretz au Festival de Cannes 2014.

### Récompenses
- Scream Awards 2010 : meilleure performance féminine pour Kick-Ass

- Austin Film Critics Association Awards 2011 : Meilleure jeune actrice pour Laisse-moi entrer
- Central Ohio Film Critics Association Awards 2011 : meilleure actrice pour Laisse-moi entrer
- Empire Awards 2011 : nouvelle venue pour Laisse-moi entrer
- Richard Attenborough Film Awards 2011 : haute star pour Laisse-moi entrer
- MTV Movie Awards 2011 :
  - meilleure révélation pour Kick-Ass
  - meilleure révélation pour Laisse-moi entrer
  - meilleure badass (dur à cuire) pour Kick-Ass
- Saturn Awards 2011 : meilleure performance pour une jeune actrice pour Laisse-moi entrer
- Scream Awards 2011 : meilleure actrice pour Laisse-moi entrer

- People's Choice Awards 2012 : actrice favorite de moins de 25 ans dans Hugo Cabret

- People's Choice Awards 2015 : meilleure actrice dramatique pour Si je reste
- Teen Choice Awards 2015 : meilleure actrice pour Si je reste

- Teen Choice Awards 2016 : meilleure actrice pour Nos pires voisins 2

### Nominations
- Young Artist Awards 2006 : meilleure performance dans un film — Actrice âgée de 10 ans ou moins dans Amityville

- Young Artist Awards 2007 :
  - meilleure performance dans un film — Actrice âgée de 10 ans ou moins dans Big Mamma 2
  - Meilleure performance dans une série télévisée — Jeune invitée tenant un premier rôle féminin dans Desperate Housewives

- Young Artist Awards 2008 :
  - meilleur doublage pour une jeune actrice dans Mes amis Tigrou et Winnie
  - meilleure performance dans une série télévisée — Jeune actrice ayant un rôle récurrent dans Dirty Sexy Money

- Young Artist Awards 2010 : meilleure performance dans un film — Second rôle féminin dans (500) jours ensemble
- Teen Choice Awards 2010 : meilleure performance féminine dans Kick-Ass
- Scream Awards 2010 :
  - meilleure actrice de fantaisie dans Kick-Ass
  - meilleure super-héroïne dans Kick-Ass

- Young Artist Awards 2011 : meilleure performance dans un film — Premier rôle féminin dans Kick-Ass
- Broadcast Film Critics Association Awards 2011 :
  - meilleure jeune actrice dans Kick-Ass
  - meilleure jeune actrice dans Laisse-moi entrer
- Central Ohio Film Critics Association Awards 2011 : meilleure actrice de l'année dans Laisse-moi entrer
- Critics' Choice Movie Awards 2011 : meilleur jeune acteur / actrice dans Laisse-moi entrer
- Detroit Film Critics Society Awards 2011 : meilleure performance dans Laisse-moi entrer
- Phoenix Film Critics Society Awards 2011 : meilleure jeune actrice dans Laisse-moi entrer
- MTV Movie Awards 2011 : meilleur combat dans Kick-Ass
- Youth Rock Awards 2011 : meilleure actrice de film dans Laisse-moi entrer

- Teen Choice Awards 2016 : meilleure actrice dans un film de science-fiction ou fantastique pour La Cinquième Vague

## Voix francophones
En France, Lisa Caruso est la voix régulière de Chloë Grace Moretz, depuis 2006,.
Au Québec, Ludivine Reding est la voix régulière de l'actrice depuis Volt, star malgré lui.